# Forte Montecchio Nord
Il Forte Montecchio Nord o, per esteso, Forte "Aldo Lusardi" al Montecchio Nord di Colico, è un'opera fortificata non più in uso a scopi militari, musealizzata a partire dal 2009. Il Forte fu realizzato sull'altura situata a nord-est della stazione ferroviaria di Colico chiamata Montecchio Nord, una delle quattro colline rocciose che, poste alle pendici settentrionali del monte Legnone, dominano l'Alto Lario e lo sbocco dell'Adda nel lago di Como.
Posizionato strategicamente a controllo degli sbocchi delle valli che avrebbero permesso l'accesso alla Lombardia da parte di eventuali invasori svizzeri dalla Valchiavenna e austriaci dalla Valtellina, Il forte fu edificato tra il 1912 e il 1914, nell'ambito della Frontiera Nord, il sistema difensivo italiano verso la Svizzera impropriamente noto come "Linea Cadorna", con la funzione di sbarrare l'accesso settentrionale al lago di Como, una delle più importanti porte d'accesso a Milano ed alla pianura Padana, in corrispondenza della confluenza di Valtellina e Valchiavenna, interrompendo contemporaneamente, in un unico punto, le direttrici dello Spluga, del Maloja, del Bernina, dello Stelvio e, attraverso l'Aprica, del Tonale.
Fino al 1918 il passo dello Stelvio, situato all'estremità orientale della Valtellina, segnò la linea di confine tra Italia e Austria-Ungheria, e fin da inizio secolo si temeva una possibile invasione austro-ungarica proprio in quella zona. Per quanto riguarda la Valchiavenna, la Confederazione Elvetica, pur mantenendo sempre la sua neutralità, costrinse i vertici militari italiani a non sottovalutare una possibile alleanza svizzera con i nemici dell'Italia o un semplice tacito consenso per il transito di un esercito.
Sin dal momento della sua costruzione il Forte assunse il nome del Montecchio Nord, il rilievo su cui fu edificato. In seguito, nel 1939, il Forte fu dedicato, come era in uso comune in quel periodo, alla medaglia d'oro al valor militare Aldo Lusardi, caduto il 5 novembre 1935 durante uno scontro a fuoco nei pressi della località etiope di Addi Gundi, mentre con il suo plotone si dirigeva a Macallè, durante le operazioni militari italiane nell'ambito della guerra d'Etiopia.

## La costruzione del forte

### Situazione politico-militare
Nell'ottica di garantire la massima sicurezza possibile al suo territorio, lo Stato maggiore italiano fin dalla nascita del Regno, decise di fortificare i confini italo-elvetici e successivamente anche italo-austriaci, con una serie di fortificazioni munite di batterie per bloccare eventuali tentativi di invasione.
Nonostante l'alleanza italiana con Germania e Austria del 1882, i rapporti tra queste tre nazioni si deteriorarono rapidamente, e, a seguito del riavvicinamento tra Italia e Francia, i lavori di fortificazione dei confini elvetici divennero di primaria importanza. Il pericolo che la Svizzera rappresentasse una via d'accesso per un'invasione tedesca o austriaca del nord Italia era decisamente forte, e venne dato il via a poderosi interventi che interessarono il territorio Lariano e la Valtellina.
Tutto fu predisposto per fermare un eventuale tentativo di invasione che avrebbe potuto portare gli ex-alleati a scegliere di passare attraverso la Svizzera, il passo del Tonale o quello dello Stelvio. Alla fine i timori si dimostrarono infondati; la Svizzera rimase neutrale per tutto il conflitto, il passo del Tonale non fu mai in pericolo e anche se lo Stelvio fu teatro di violenti scontri, l'Austria non tentò mai un attacco definitivo in quel passo.

### L'inizio dei lavori

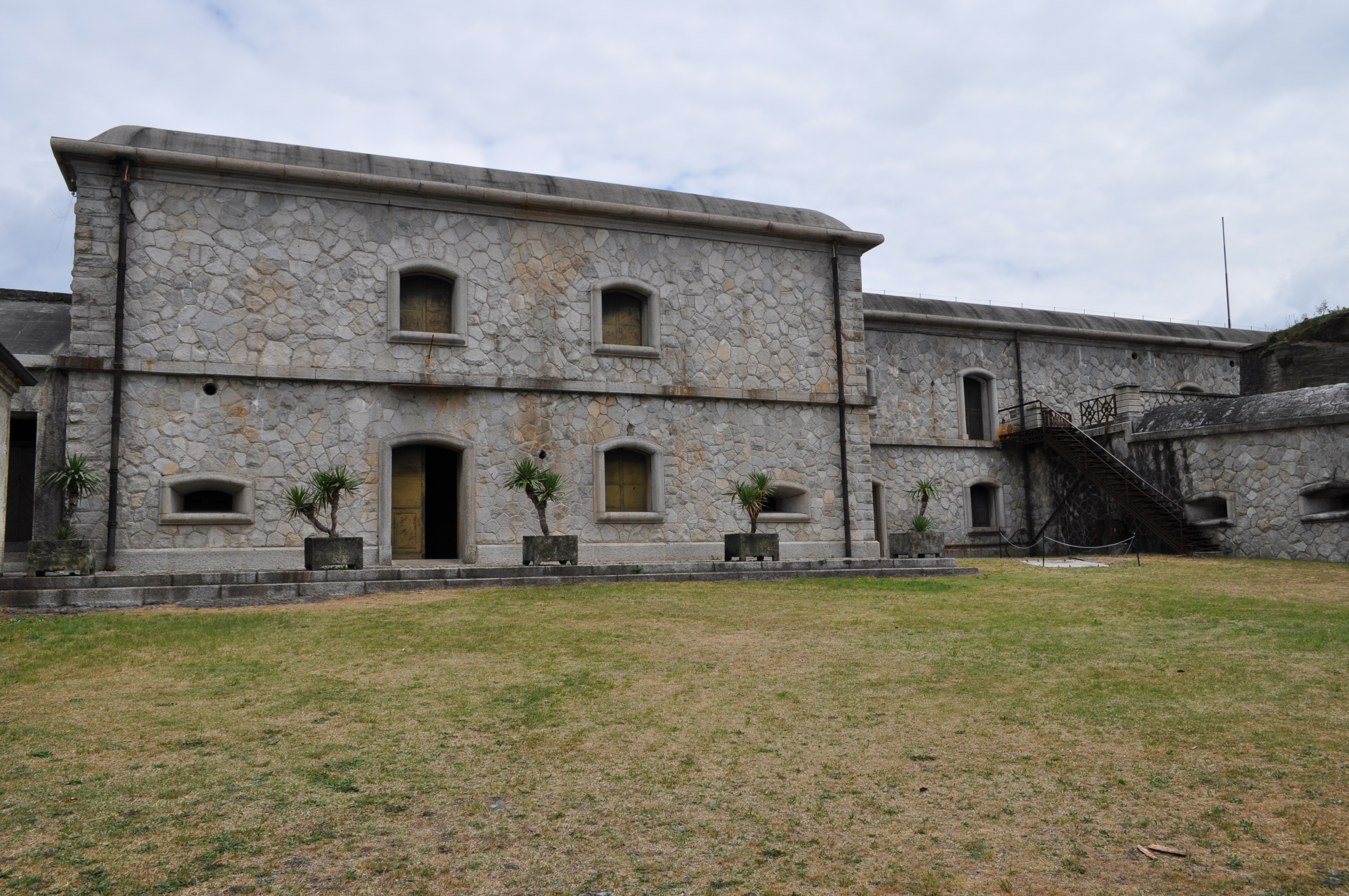
Il cortile interno del forte Montecchio con sullo sfondo l'edificio batteria.

I progetti per la costruzione di una linea difensiva nel settore di confine elvetico si alternarono e susseguirono sin da fine '800 a causa dei seri problemi di bilancio che affliggevano il Regno. Questi problemi comportarono un vistoso calo dei finanziamenti alle forze armate tra il 1897 e il 1906 per poi avere una logica risalita tra il 1907 e il 1912 quando l'aria di guerra iniziava a farsi sentire in Europa. Ma la vera svolta nella realizzazione di una possente linea difensiva al confine svizzero si ebbe con la legge del 23 giugno 1912.
Con questa legge partirono realmente i lavori per la realizzazione del sistema difensivo italiano alla Frontiera Nord verso la Svizzera che fino ad allora aveva vissuto più che altro delle prove generali. Con la legge 710 pubblicata sulla Gazzetta Ufficiale del 10 luglio 1912 venne:

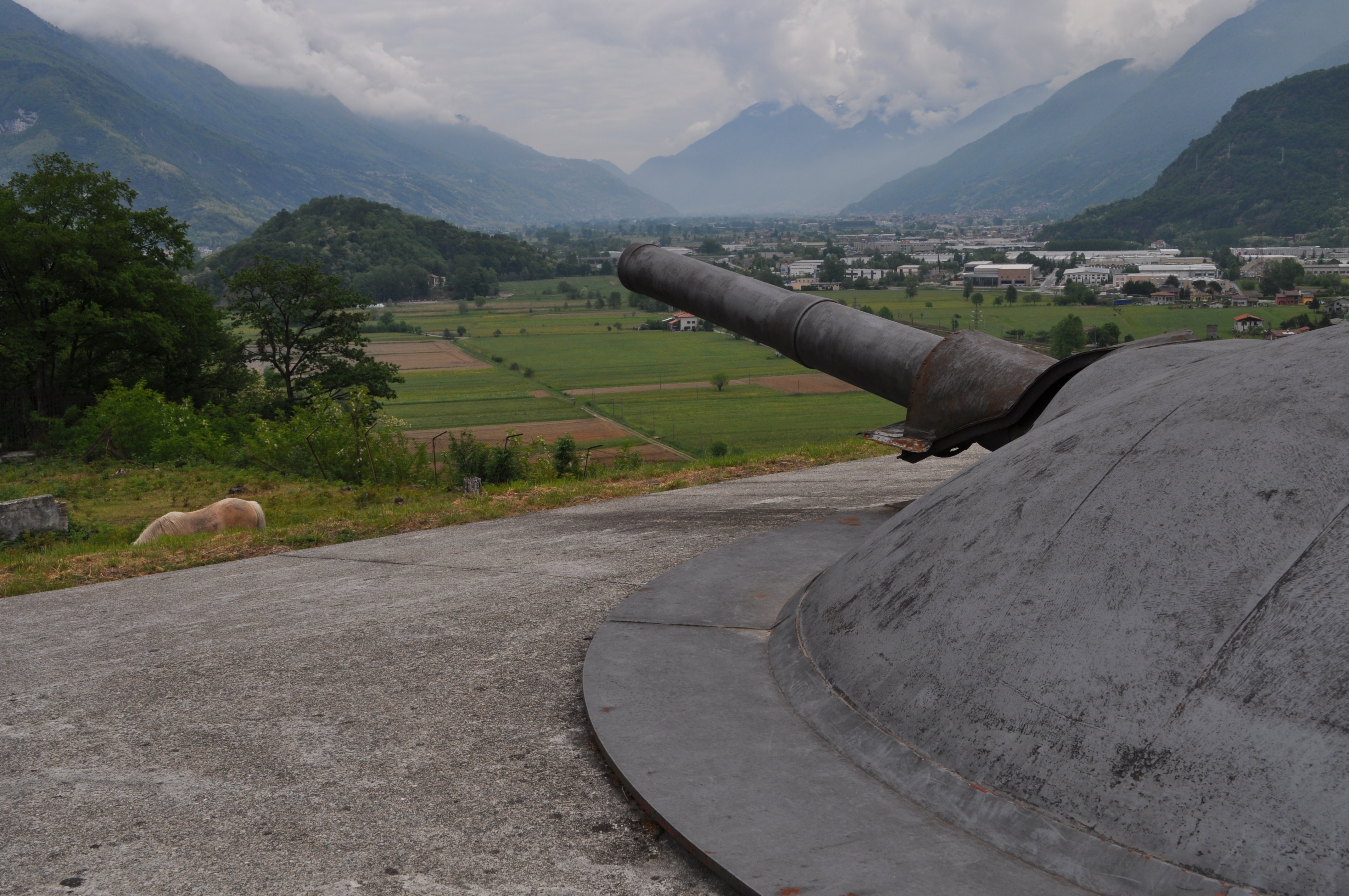
Una delle cupole del forte Montecchio, sullo sfondo la Valtellina.

Così dopo alcuni studi eseguiti dalle autorità militari, il 18 aprile 1911 lo stato maggiore affidò i lavori alla Direzione Lavori Genio Militare Milano, che si preoccupò inizialmente di allestire lo sbarramento Mera-Adda con la costruzione del forte Montecchio.
Il forte venne costruito in poco più di un anno, e anche se fin dal 1871 si prevedeva di costruire un nuovo forte sulla sommità del Montecchio per sostituire il vecchio e distrutto forte di Fuentes, i lavori non presero mai concretamente il via, e nel 1882 il Comitato di Stato Maggiore Generale si espresse decisamente contro la costruzione dell'opera proposta ritenendo poco probabile una violazione da parte austriaca del territorio svizzero, anche se da parte tedesca un'invasione era facilmente prevedibile.
Si giunge così al 1901 quando il Ministro della guerra progettò la realizzazione di alcune batterie in barbetta. Due formate da quattro pezzi da 149G e protette da un parapetto in cemento da piazzare a Fuentes mentre una terza con due cannoni da 57 mm e uno da 120 mm da mimetizzare in una caverna della penisola di Piona.
Le incertezze sulla posizione militare italiana e quindi l'individuazione di un nemico in un periodo di grossi movimenti diplomatici fece ritardare gli interventi fino alla sospensione dei lavori.
Più volte la realizzazione di queste opere sembrò vicina, ma solo nel 1911 lo Stato Maggiore si pronunciò sulla linea di operazione Mera-Adda. Oltre a varie opere accessorie si prevedeva la realizzazione di un'opera sul Montecchio sud che sarebbe stata armata con cannoni da 149S installati in pozzi protetti da copertura metallica, la cui direttrice di fuoco sarebbe stata verso la sponda occidentale del lago di Como in direzione Domaso.
Altri quattro pezzi sarebbero stati piazzati a Piona per dare appoggio al Montecchio e controllare le interruzioni stradali, mentre restavano le postazioni al Fuentes che avrebbero dovuto dare copertura al Montecchio.
Nel mese di giugno 1911 però alcuni membri dello Stato Maggiore, dopo aver effettuato delle ispezioni in prossimità della frontiera svizzera, decretarono di dover costruire il forte sul Montecchio nord.
I finanziamenti iniziali furono di 750.000 lire, attinti dalla legge 710, e l'ordine di esecuzione dei lavori risale all'8 aprile 1913, basati sui progetti esecutivi redatti dalla Direzione lavori del Genio Militare di Milano. Grazie ai parziali lavori degli anni precedenti, al 1913 la strada di accesso alla collina e i ricoveri per la truppa erano già quasi ultimati, cosicché nel dicembre dello stesso anno le strade di accesso e gli alloggi furono completati.
Allo scoppio del primo conflitto mondiale i lavori, benché procedessero a forte velocità, erano ancora in corso, ma l'inizio della guerra diede un ulteriore impulso al loro completamento, tanto che il 6 dicembre 1914 il forte Montecchio nord risultava armato e operativo.
Vennero approntate anche diverse opere nel territorio circostante; una batteria da 75 mm piazzata al di sotto del castello di Vezio sopra Varenna che avrebbe dovuto battere la zona sottostante e la riva occidentale del lago di Como, e vennero predisposte diverse postazioni su monte Legnone e Legnoncino.
L'alto Comando italiano decise di spostare i cannoni in luoghi più protetti e difficilmente identificabili dai nemici, così, come in molti altri forti, nel luglio del 1915 l'armamento del Montecchio venne smantellato. Solo nel marzo del 1918 Badoglio, ritenendo imminente una calata da parte dell'esercito austriaco, ordinò di riarmare tra gravi difficoltà logistiche il forte.

### Funzione strategica

Posizione di forte Montecchio (in rosso) nella parte nord del lago di Como.

Nei secoli Colico ha avuto un ruolo di primaria importanza per la difesa del territorio, è stata una sorta di porta d'accesso sempre ben custodita. Esempio storico di questo ruolo è ben chiaro osservando il forte di Fuentes, realizzato nel 1603 con lo scopo di controllare le incursioni dei Grigioni dalla Valchiavenna.
Il principio di forte Montecchio, benché costruito 300 anni dopo, è il medesimo del Fuentes: lo sbarramento della porta che avrebbe consentito l'accesso al resto della penisola, infatti appena oltrepassata Colico, bastava giungere a Lecco per poi trovare una "lunga discesa" sino al fiume Po.
La linea difensiva in questo settore, inserita nell'Occupazione Avanzata Frontiera Nord, era ideata per bloccare le due principali vie d'accesso, la Valtellina e la Valchiavenna. Dalla Valtellina si temeva un'invasione austriaca attraverso il passo dello Stelvio che all'epoca rappresentava la linea di confine tra Italia e Austria, mentre la Valchiavenna era considerata una minaccia in quanto si temeva che, sia le truppe austriache che tedesche, potessero scendere attraverso la Svizzera per entrare in Italia.
Il forte Montecchio controllava entrambi gli accessi, e l'area sotto controllo del Comando della Fortezza di Colico era ben definita dalla circolare datata 6 giugno 1915 a firma del comandante del forte, tenente colonnello Bonalti: «In seguito ad ordine del Ministero della Guerra, la Fortezza di Colico è dichiarata in istato di resistenza. La zona di territorio compresa in detta dichiarazione è così delimitata: Monte Legnone - Monte La Tagliata - Monte Pilatone - Talamona - culmine di Dazio - Monte Spluga - Verceia - Monte Berlinghera - Pizzo Sasso Canale - costone di Pizzo Rabbi - linea di confine Pizzo Martello - passo di San Jorio - pizzo di Gino - Monte Bregagno - Rezzonico - Dervio - Sueglio - Monte Legnone.
Salvo nuove disposizioni, nessuna variazione è necessaria al normale funzionamento delle autorità civili e politiche nel territorio della Fortezza»
Nonostante sia stata una linea di grande resistenza, il caposaldo di Colico rappresentava anche l'ultima barriera verso la penisola. Se un attacco nemico in forze fosse riuscito a sfondare e penetrare nel territorio italiano superando anche le postazioni di interruzione stradale, l'invasore si sarebbe trovato innanzitutto rallentato nello slancio dalla distruzione delle vie di comunicazione preventivamente minate. Ciò avrebbe consentito alle truppe italiane di potersi attestare sulle posizioni della Frontiera Nord del settore Mera-Adda, e utilizzare i forti di Colico per bombardare strade e ferrovie, bloccando di fatto l'invasore sulle posizioni prese grazie alla sorpresa dell'attacco.

## Struttura
Forte Montecchio è posizionato a 275 metri sul livello del mare a nord di Colico. La struttura è formata da due blocchi distinti: il piano dove si trovano le quattro artiglierie, e il ricovero destinato agli alloggi della truppa. I due blocchi sono collegati da un camminamento coperto di circa 140 m di lunghezza.
L'area destinata al ricovero si trova nella parte più bassa del forte a 258 metri sul livello del mare; in questo spazio, ricavato grazie al parziale sbancamento di una parte della collina, trovava posto la camerata destinata alla truppa, un unico locale riscaldato in grado di ospitare circa 40 uomini e altrettante brandine e armadietti per gli effetti personali.
Il materiale edile impiegato per la costruzione del forte è in larga parte granito di San Fedelino.

### Il ricovero

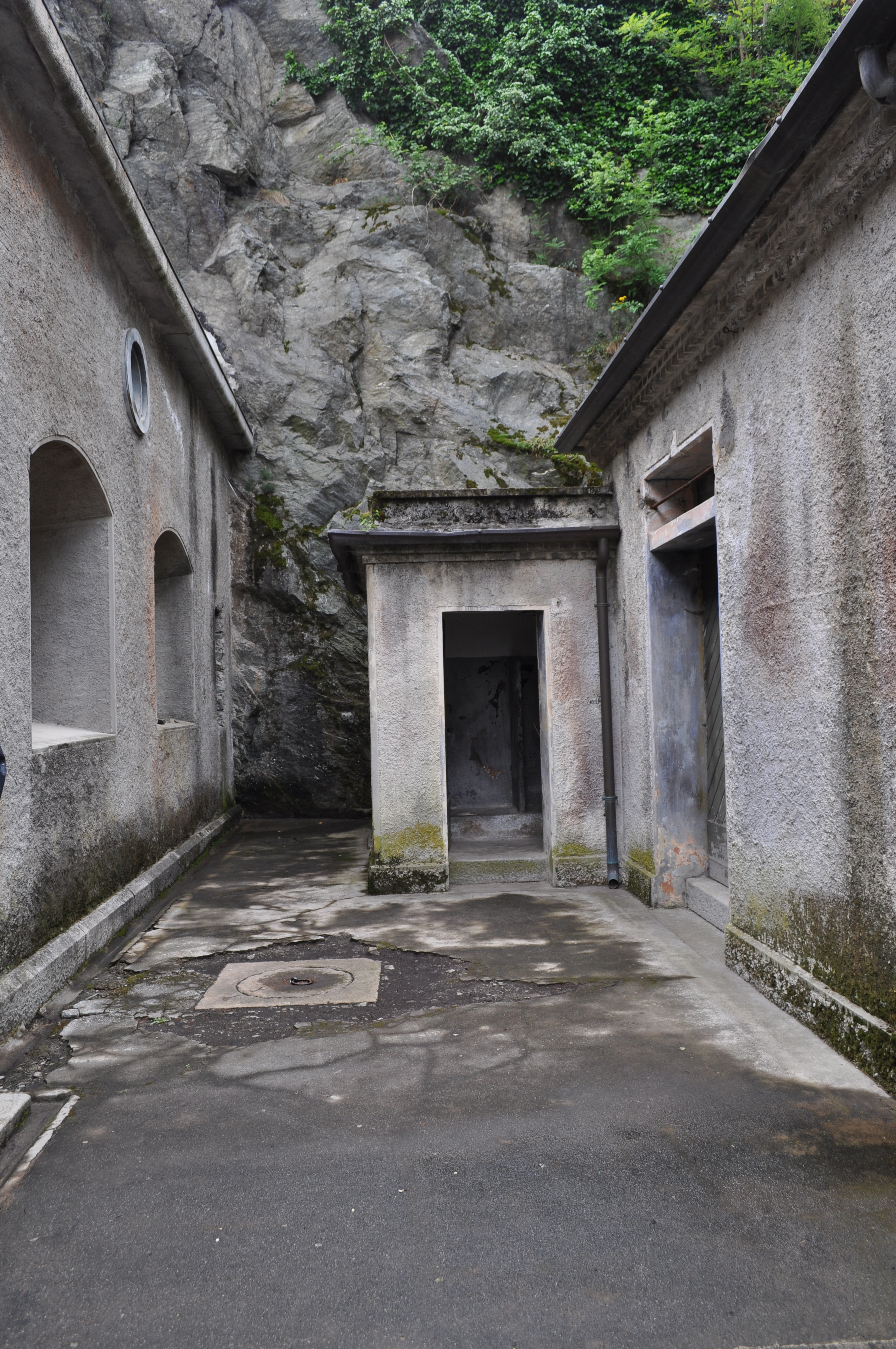
Cortiletto interno che separa a sinistra i ricoveri veri e propri per la truppa e a destra la cucina e i magazzini. Sullo sfondo l'entrata per i bagni della truppa.

La seconda frazione della struttura è divisa in quattro diversi locali: il primo fu originariamente destinato alla fureria, mentre nel secondo trovava posto il locale comando con una mappa murale rappresentante il territorio interessato da eventuali operazioni militari nel settore del forte (anche se per un periodo il locale divenne allo stesso tempo l'alloggio degli ufficiali). Il terzo locale venne utilizzato come infermeria e in seguito come alloggio dei comandanti del forte, dove trovava posto una pompa per l'acqua potabile che sarebbe servita per l'infermeria ma anche per gli ufficiali che potevano avere questo servizio in camera. Il quarto locale fu invece utilizzato come armeria come dimostra la rastrelliera ancora presente.
Tutta questa struttura è fortificata con spessi muri di calcestruzzo armato e pietra che variano tra 1,50 m ai 2 m di spessore; inoltre i lati nord, est e ovest sono protetti dalla collina stessa in cui la struttura si incastra. Queste pareti furono realizzate per resistere a colpi diretti di artiglieria di medio calibro.
Il lato est del ricovero è appoggiato alla roccia con il tetto e con le fondamenta, ma su tutta la parete è presente un'intercapedine a vista di circa 70 cm, realizzata per controllare l'umidità dell'ambiente. Tutta la struttura è realizzata in modo tale da controllare il livello di umidità e mantenere i locali asciutti; in ogni locale è presente una grata incassata nel muro per il circolo dell'aria tra gli ambienti, mentre sul tetto vi è una serie di camini con la medesima funzione.
Antistante il ricovero è presente una struttura non fortificata su un solo piano dove trovavano spazio la cucina, alcuni magazzini e ripostigli utilizzati con gli scopi più diversi, i bagni per la truppa e quelli per gli ufficiali. Di fronte alle cucine è inoltre ancora presente l'originale pompa per l'acqua a depressione.
Ad ovest del ricovero è poi presente un ampio piazzale utilizzato come campo da calcio e svago, ancora oggi è possibile vedere il campo da bocce utilizzato dalla guarnigione, ma negli anni cinquanta quando il forte era utilizzato solo come polveriera, sul campo è stato posizionata una rastrelliera metallica per le bocchette antincendio. Sempre in questo ampio piazzale trovava posto il ricovero dei muli o dei cavalli, ricovero che successivamente divenne deposito per la legna.

### Il camminamento coperto

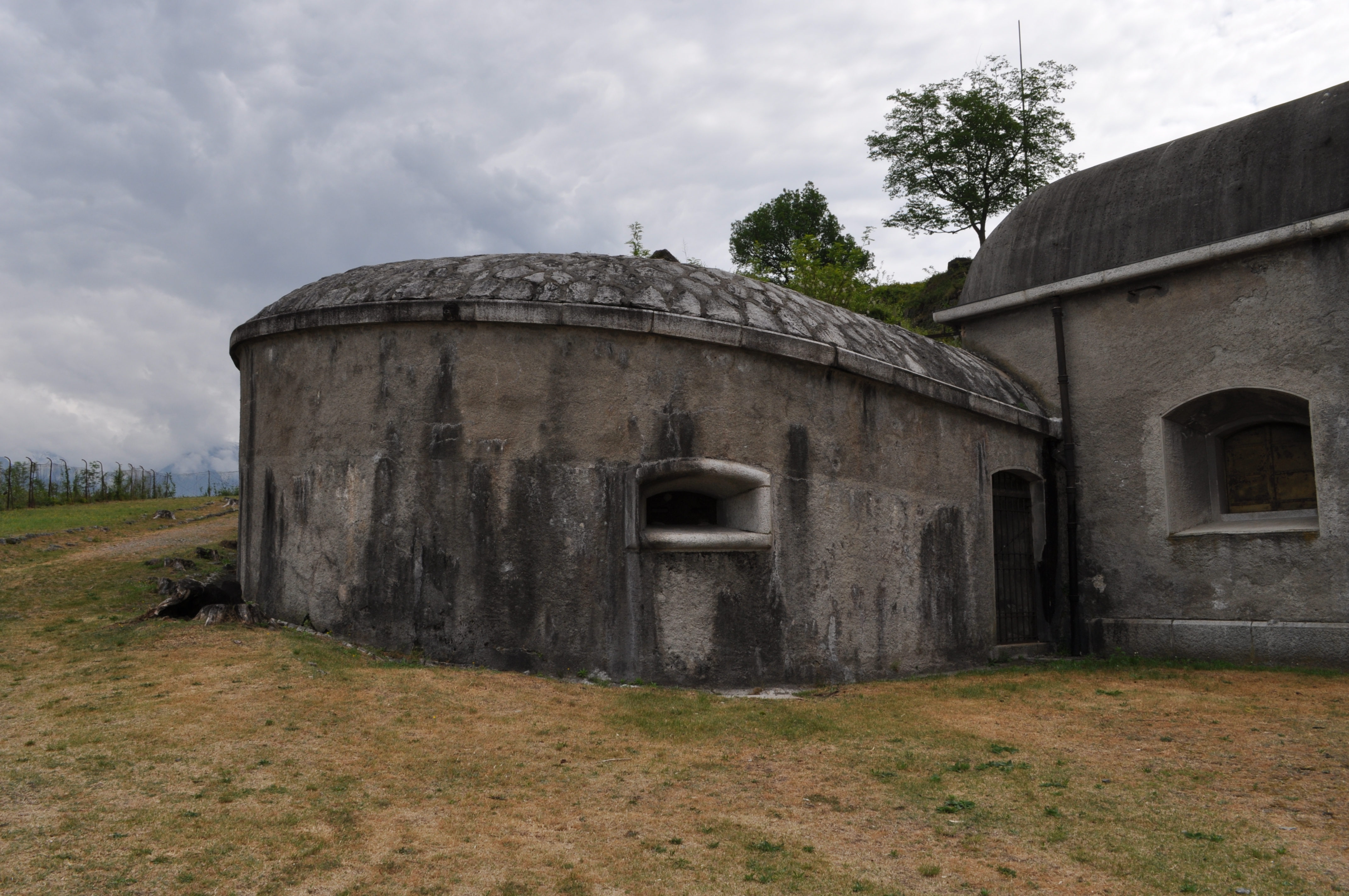
Parte iniziale curva del camminamento che dal ricovero porta ai locali delle artiglierie. Immagine presa dallo spiazzo d'ingresso.

Il ricovero è collegato alla batteria attraverso un camminamento coperto fortificato, con uno spessore di 150 cm di cemento armato sul lato ovest e appoggiato alla montagna sul lato est. Il camminamento ha un'ampiezza di 250 cm e un'altezza di 3 m mentre la volta superiore ha uno spessore di circa 1,20 m ed è realizzata con pietre irregolari di granito.
Nelle mura del camminamento sono state realizzate dieci feritoie in granito lavorato a bocca di lupo, che permettono un ampio raggio per il tiro offrendo al nemico un bersaglio ridotto.
Queste feritoie erano inoltre protette da piastre metalliche con due spiragli che permettevano il tiro al fucile, piastre che potevano anche essere abbattute dall'interno verso l'esterno per posizionare mitragliatrici o gettare ordigni esplosivi. Per la difesa ravvicinata il forte era dotato di quattro mitragliatrici Perino Mod. 1908. Queste armi il 1º agosto 1915 furono rimosse, su ordine del gen. Luigi Cadorna e destinate a formare delle sezioni campali.
Proseguendo lungo il camminamento, circa a metà, ci si imbatte sulla destra in un secondo corridoio interamente scavato nella roccia in direzione est, in cui trova spazio la polveriera costituita da una serie di sei riservette dove venivano depositati gli esplosivi.
Continuando il camminamento principale sulla sinistra si trovano due stanzine non fortificate appoggiate al camminamento. Il primo di questi spazi serviva per armare i petardi d'innesco o cannelli, mentre nel secondo venivano armati i proietti. Le mura esterne (quelle non appoggiate al camminamento), non erano fortificate per permettere a eventuali esplosioni accidentali durante le operazioni di innesco di sfociare al di fuori del camminamento fortificato, evitando in questo modo dei danni alla struttura e al personale che si trovasse nelle vicinanze. Verso la conclusione, il camminamento vira due volte, prima a destra poi a sinistra dove ci si trova dinnanzi al lavatoio per la truppa; una vasca in pietra, con una pompa a depressione e una cisterna d'acqua in legno rivestita internamente in stagno appesa al muro.

### La polveriera

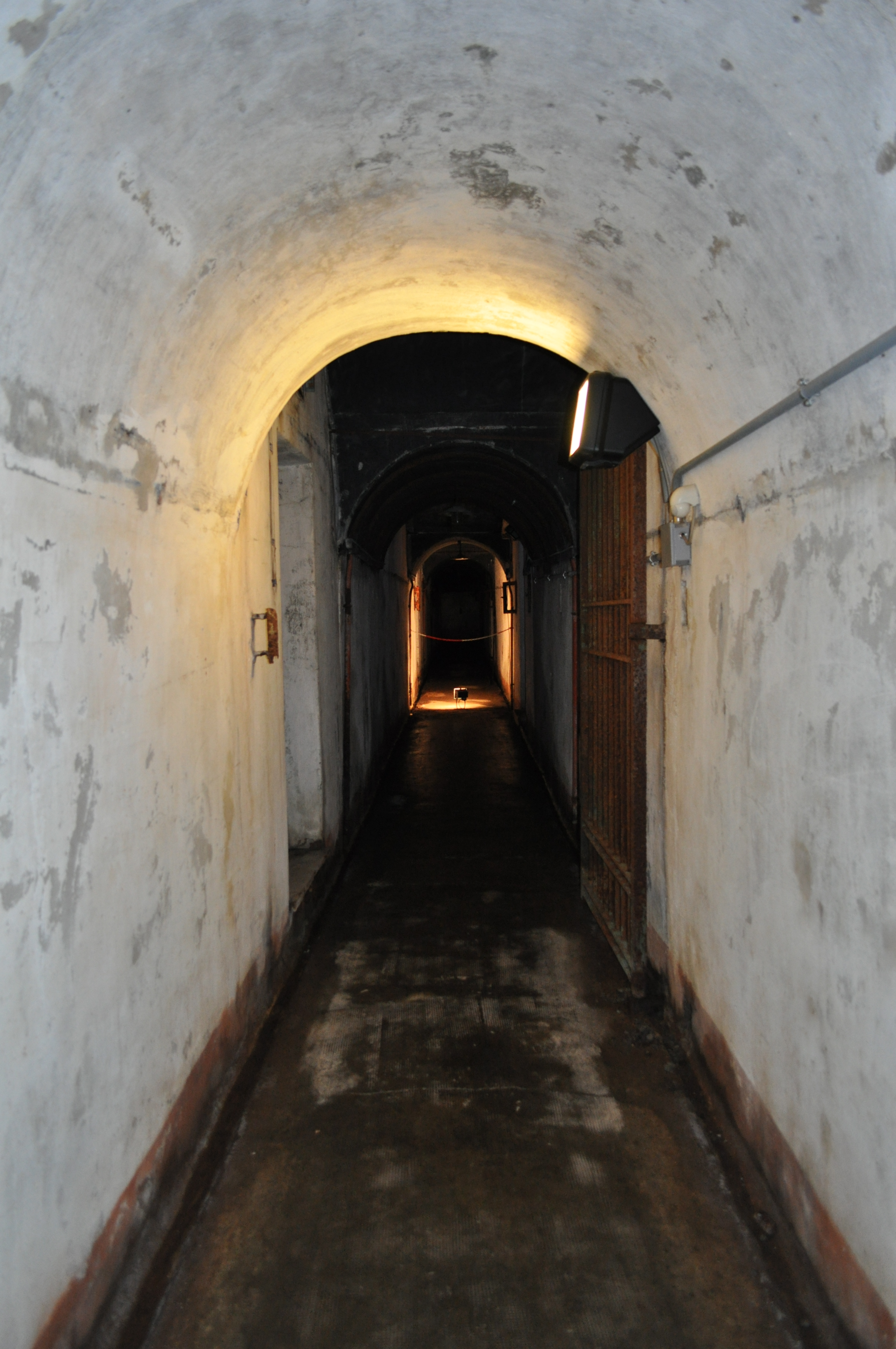
Corridoio della polveriera con ai lati gli ingressi alle riservette.

Accessibile dal camminamento coperto, la polveriera del forte è interamente ricavata all'interno della montagna, ed è formata da un lungo corridoio sui lati del quale sono ricavate sei riservette.
Tutto il corridoio della polveriera è ricoperto da un sistema di deumidificazione per mantenere il più asciutto e fresco possibile l'ambiente in cui venivano conservate le polveri da sparo.
Questo sistema è realizzato tramite una lamiera zincata collocata su tutto il soffitto della polveriera di cui segue i movimenti, le curvature e le volte. La lamiera è posta ad alcuni centimetri dalle pareti permettendo il passaggio di aria nello spazio vuoto ottenuto, in modo tale che la stessa aria raffreddi la lamiera che a sua volta permette la condensazione dell'umidità presente nell'aria. Le gocce che si venivano a formare, erano poi incanalate in apposite grondaie che portavano a terra dove due scanalature ai lati del pavimento del corridoio permettevano il defluire dell'acqua lungo il corridoio fino ad appositi tombini collegati all'esterno.
Le sei riservette sono posizionate in modo alternato lungo il corridoio, in modo tale da non avere due ingressi di fronte all'altro come precauzione per eventuali esplosioni. La prima riservetta che si incontra sulla sinistra è la più piccola e veniva usata per il deposito dei petardi d'innesco o cannelli. Le altre riservette sono di maggiori dimensioni (da 16 a 30 m²) ma strutturalmente identiche alla prima.
Il pavimento dei sei ambienti è in legno con chiodatura in bronzo per evitare scintille ed è sopraelevato dal suolo di circa 30 cm in modo tale da creare un'intercapedine d'aria che garantisse il ricircolo d'aria.

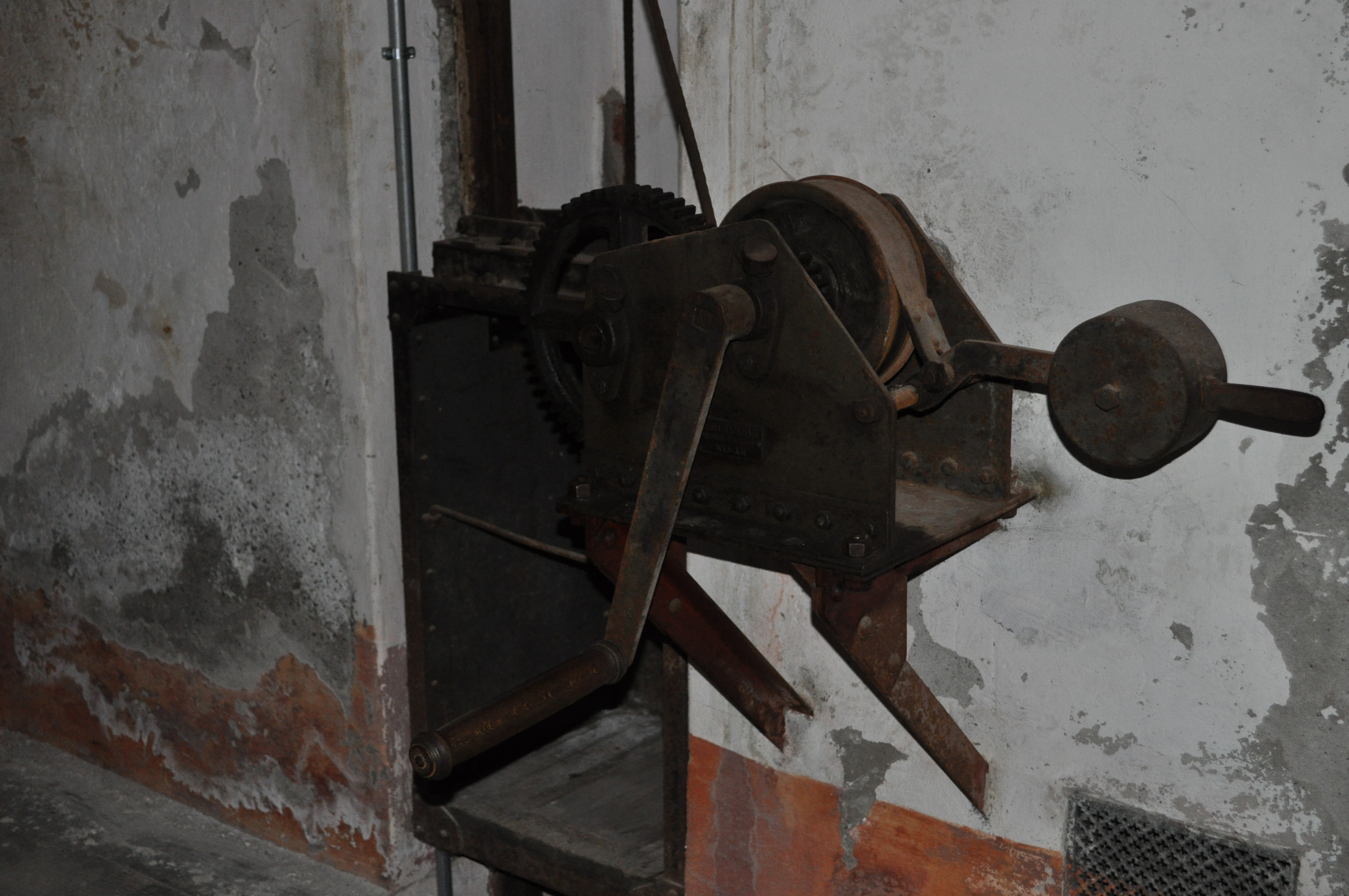
L'argano a mano con la manovella utilizzato per far salire al piano superiore i proiettili

### L'edificio batteria
Questa parte del forte sovrasta il piazzale interno circondato da alte mura e controllato da una serie di feritoie per il tiro incrociato per proteggere l'accesso all'edificio. Per accedervi è necessario arrivare alla fine del camminamento di collegamento, si entra definitivamente nell'edificio a due piani comprendente le quattro artiglierie del forte Montecchio. Inizialmente ci si imbatte subito in tre grandi depositi interamente scavati nella roccia utilizzati come depositi per le ogive e le cartucce. Sempre in questa porzione di edificio si trovano tre montacarichi mossi da argani manuali per trasportare al piano superiore gli ordigni per le artiglierie.
Da questo spazio, tramite una scalinata, si sale nel corridoio batteria lungo 60 m e largo tre. Lungo questo corridoio si trovano due uscite, una all'inizio ed una alla fine, quattro uscite posizionate dinanzi alle quattro scale di accesso alle torrette corazzate che ospitano le artiglierie e le cinque riservette per la preparazione delle cariche di lancio e le quattro scale di accesso alle quattro torrette girevoli.
I questa parte dell'edificio si trovano anche i locali per i bagni della truppa e degli ufficiali, oltre che un ampio magazzino utilizzato per stipare per le attrezzature necessarie alle artiglierie.
Di fronte alla scala di accesso al corridoio batteria, si trova anche la sala comando con annessa torretta d'osservazione per il puntamento e gli interfono per le comunicazioni con le riservette.
Nel piano sottostante erano dislocati i locali per i generatori, le batterie stazionarie e il motore principale d'aspirazione dei fumi, che metteva in modo il complesso meccanismo di aerazione.
Dall'esterno, il tetto dell'edificio è sovrastato dai quattro pezzi da 149/35 S. e sulla loro sinistra è visibile anche la cupola osservatorio retrattile, una piccola garitta per la sentinella e un punto trigonometrico collocato al di sopra di un piccolo pilastro di cemento, queste ultime due strutture furono però realizzate nel 1939.

#### Le artiglierie

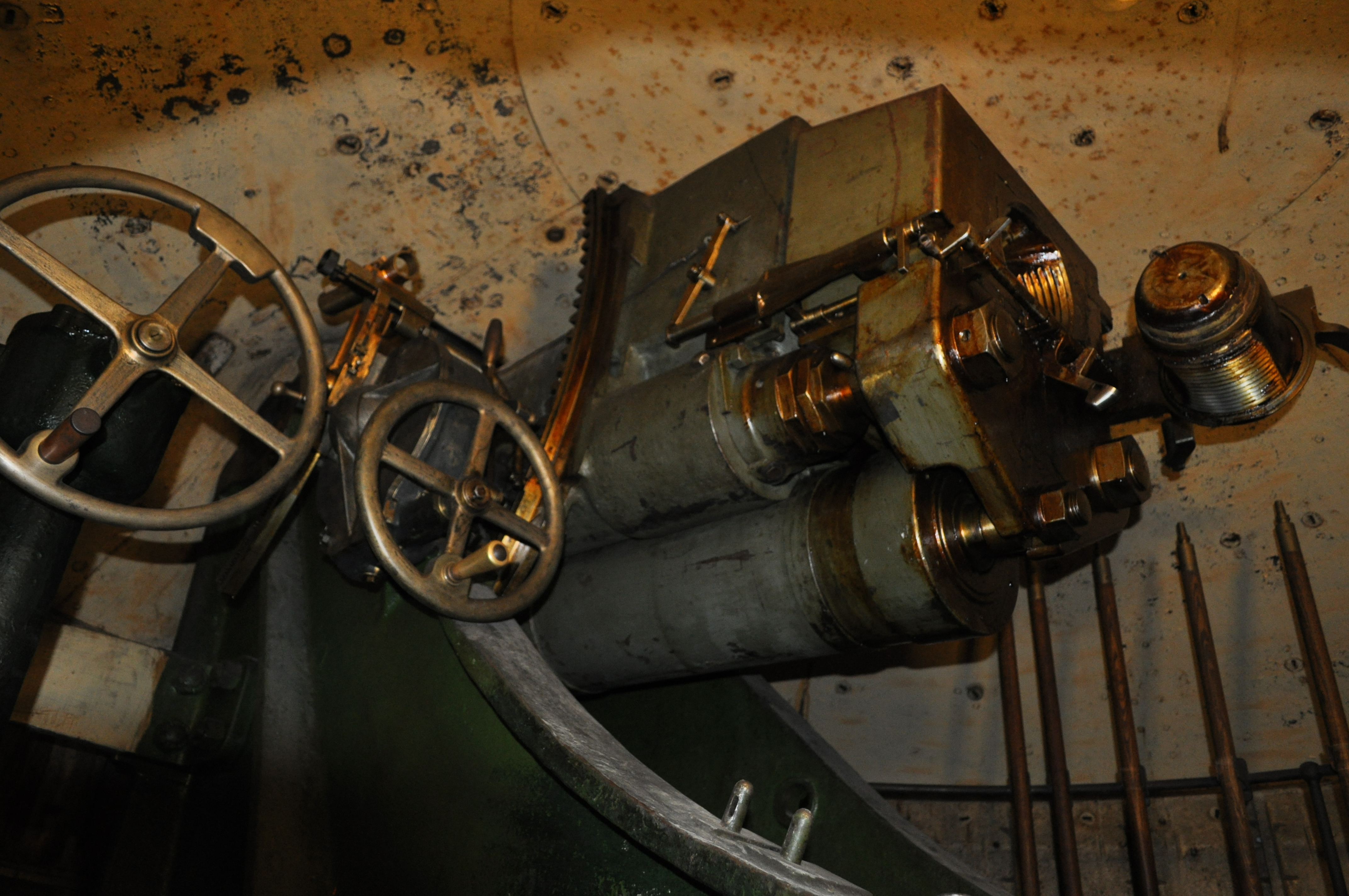
Culatta e otturatore di un pezzo da 149/35 Schneider in cupola corazzata.

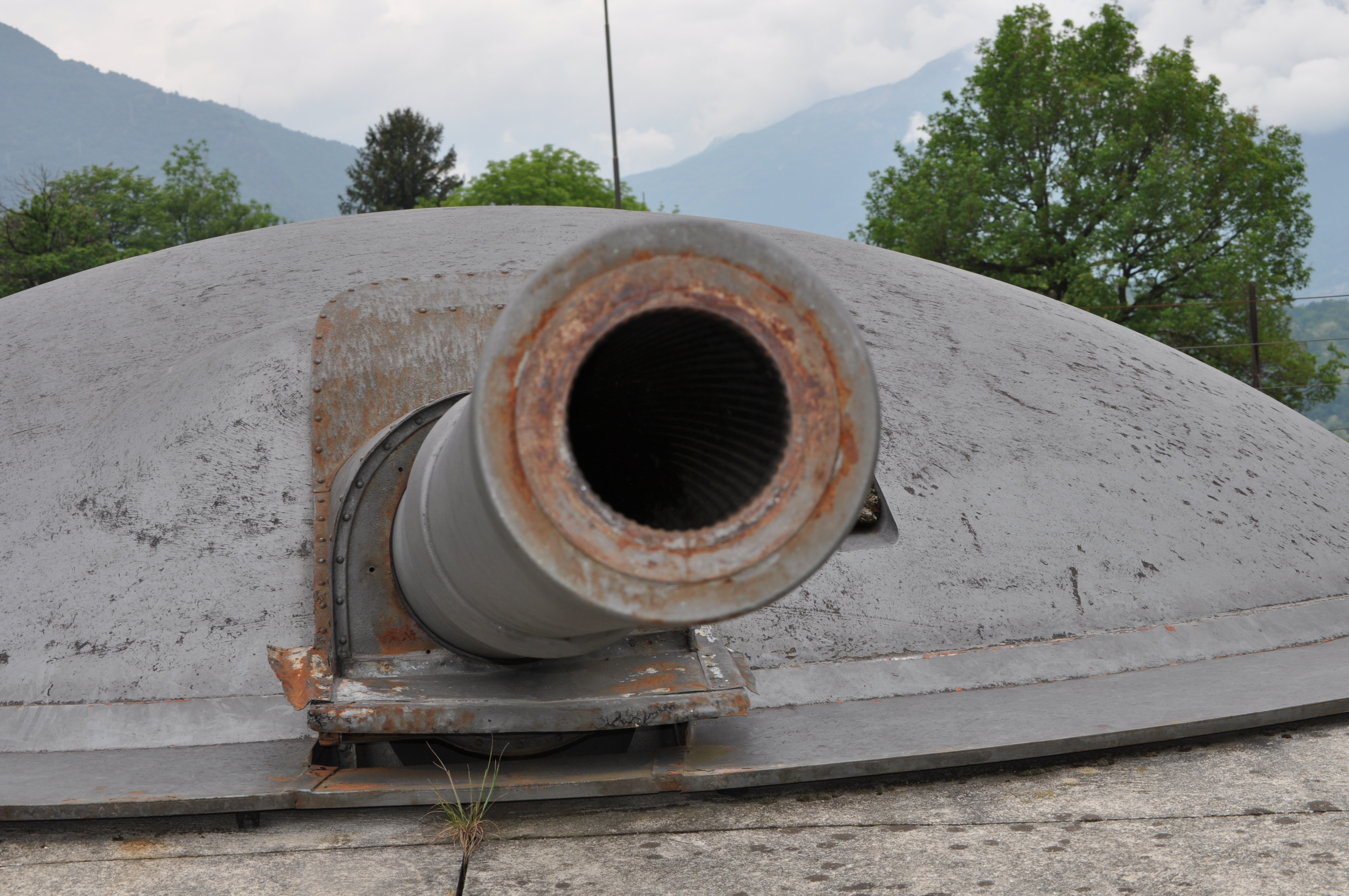
Primo piano di un cannone del Forte Montecchio.

I quattro cannoni di forte Montecchio, due di costruzione Schneider e due di costruzione italiana su licenza francese, sono gli unici pezzi del genere in Italia piazzati in installazioni girevoli ancora funzionanti. I cannoni sono posizionati in cupole in grado di ruotare a 360°, con un alzo che va da -8° a +42°; il blocco cupola ha un peso di 99.830 kg, mentre la sola canna pesa 3.800 kg. Ogni cannone poteva utilizzare proietti di tipo diverso: shrapnel da 52 kg, in grado di raggiungere obiettivi posti a 11.6 km, granate tipo 149 S, pesanti 42 kg, che arrivavano fino a 12.1 km, oppure più leggere ma con portata decisamente superiore, le granate monoblocco da 37 kg capaci di raggiungere la distanza di 14.2 km.
La cupola Schneider ruota su un'apposita rotaia grazie a quaranta rulli di bronzo, e tutto il perimetro interno della cupola, proprio alla base dei rulli, è percorso da una scala graduata per la direzione del tiro. La cupola è formata da due segmenti in acciaio dello spessore di 14 cm, cementati nella parte esterna e temprati nella parte interna con sottocorazza formata da due lamiere sovrapposte di 12 mm ciascuna. Il blocco è composto da due piastre saldate fra loro, una anteriore dal peso di 12.700 kg e una posteriore da 13.000 kg dove è presente uno sportello apribile che però non ha nessuna funzione in quanto predisposto per l'uso sulle navi. Queste cupole furono realizzate per resistere ad un tiro diretto, anche se però gli obici da assedio di cui era ben munito l'esercito austro-ungarico potevano colpire le strutture di questo tipo dall'alto e non da lato, con effetti devastanti; le cupole, realizzate con bassi profili per deviare i proietti in arrivo con angoli d'incidenza intorno ai 30°, non erano progettate per resistere al tiro di obici e mortai, che di norma avevano un angolo di caduta superiore ai 45°, quindi devastante per le cupole di questo tipo.

#### I generatori

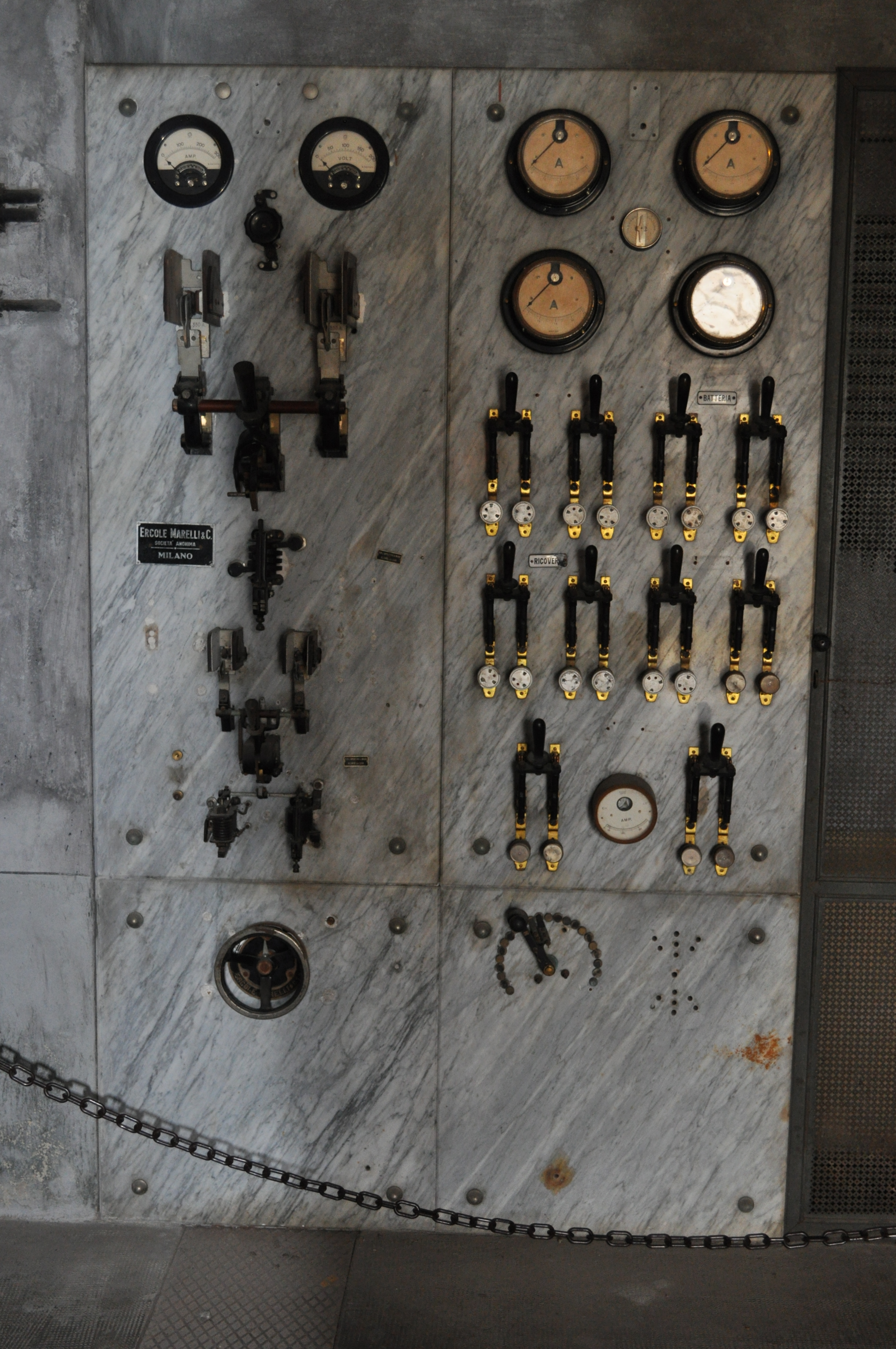
Il quadro elettrico nella sala dei generatori.

La sala dei generatori, dove veniva prodotta l'energia elettrica necessaria al funzionamento degli impianti di aspirazione e di illuminazione, è il cuore del forte. Erano presenti due differenti motori che, alimentati da un olio combustibile simile alla benzina, producevano l'energia elettrica utile al funzionamento degli apparati elettrici e parzialmente accumulata su batterie stazionarie che fornivano l'energia utile alle apparecchiature.
Tutti gli interruttori a coltello sono posizionati su quadri elettrici in marmo realizzati dalla "Ercole Marelli & C. - Milano", mentre l'impianto di aspirazione dei fumi era composto da sei motori tutti realizzati dalla "AEG Thomson-Houston Società Italiana di Elettricità", che permettevano di aspirare i fumi prodotti dai cannoni e in tutto il corridoio della batteria, nella sala comando, nelle cinque riservette per la preparazione delle cariche, nei bagni posti nel corridoio batteria e nei depositi delle ogive e delle cartucce a pian terreno.
I fumi aspirati non venivano espulsi nella parte superiore del forte, ma incanalati dal motore principale in un cunicolo sotterraneo che portava i fumi a percorrere circa 50 m passando sotto il cortile interno del forte e i magazzini, per scaricarli all'esterno delle mura nella boscaglia che circondava il forte. Questa dispersione dei fumi garantiva la sicurezza del forte, infatti se i fumi fossero stati scaricati in alto, il nemico avrebbe avuto gioco facile nell'individuare il forte, consentendo tiri precisi sulla struttura. Un altro stratagemma, utilizzato per diminuire l'individuazione del forte, fu l'uso di una sorta di convertitore catalitico che depurava il fumo denso e scuro di scarico dei motori tramite una cisterna d'acqua, facendolo diventare bianco, freddo e difficile da individuare.

## Le azioni di guerra al Montecchio
Durante la prima guerra mondiale, nonostante l'importante posizione strategica, il forte non fu mai coinvolto in azioni di guerra e la guarnigione del forte (circa 30-40 uomini) composta soprattutto da artiglieri, non fu mai chiamata in azione. Negli anni '30 la struttura venne sempre affidata a un reparto di artiglieri del 4º Reggimento di artiglieria, e l'unico episodio di rilievo che si ebbe prima dello scoppio della seconda guerra mondiale, fu la cattura di due spie francesi nel 1938, bloccate dalle guardie in prossimità della struttura. Le due presunte spie furono arrestate dai carabinieri che ne verificarono l'identità, constatando come in realtà fossero due semplici turisti che si erano smarriti. Nel 1939 il controllo del forte passò al 40º Gruppo artiglieria del 12º settore della Guardia alla frontiera, dove gli artiglieri utilizzarono il forte per l'addestramento.

### La seconda guerra mondiale
Allo scoppio della guerra il forte fu ancora utilizzato per l'esercitazione e l'addestramento della guarnigione, ma nonostante il duro esercizio la tranquillità del settore concesse anche diversi momenti di svago, tanto che nel 1940 molti dei militari del forte furono scritturati come comparse nel film I promessi sposi di Mario Camerini.

#### L'8 settembre 1943
All'interno del forte la vita proseguì tranquilla fino al settembre 1943, quando dopo l'armistizio e la resa dell'Italia agli Alleati, un reparto tedesco entrò all'interno della struttura con l'intento iniziale di deportare la guarnigione in Germania. Ciò non avvenne, e gli artiglieri furono riportati al forte per continuare il presidio.
Successivamente, con la costituzione della Repubblica Sociale Italiana (RSI), il forte si trovò in un territorio al centro dei combattimenti. I bombardamenti Alleati si moltiplicarono, anche se il forte non fu mai oggetto dell'attenzione dei bombardieri che prenderanno di mira molte zone limitrofe come la vicina stazione ferroviaria di Colico, il cui centro venne sfollato.
In questo periodo non vi fu mai un attacco al forte da parte dei partigiani, anzi, fu utilizzato come base operativa per oltre un centinaio di militari italo-tedeschi in funzione antipartigiana.

Il tenente della RSI Alberto Orio, comandante del forte Montecchio dopo l'8 settembre 1943.

#### La liberazione del forte
Con la nascita della RSI a Colico venne costituito il "Comitato d'azione antifascista di liberazione nazionale di Colico", che stilò un programma contenente le linee guida del gruppo colichese. Sul finire del 1944, quando l'attività partigiana si era fatta intensa ed estesa su tutto l'Alto Lario, a forte Montecchio fu inviato il tenente della RSI Alberto Orio per controllare la situazione: questi scoprì un complotto di alcuni militari della guarnigione per far cadere il forte nelle mani dei partigiani; sei militari accusati di alto tradimento furono condannati a morte e trasferiti a Como dove, dopo un secondo processo, la sentenza fu confermata per il 25 aprile 1945. Il giorno prestabilito però ci fu l'insurrezione generale e i sei si salvarono.
Durante l'ultimo periodo della guerra si fece largo l'idea di utilizzare il forte come ultimo baluardo della resistenza fascista come parte del Ridotto Alpino Repubblicano in cui gli ultimi reparti della RSI si sarebbero asserragliati per fermare l'avanzata Alleata in Italia, sfruttando anche le posizioni della Frontiera Nord.
Il 20 aprile 1945 il forte passò sotto il comando di un maresciallo tedesco, ma gli eventi precipitarono rapidamente; i tedeschi il 26 piazzarono due mitragliatrici in direzione dell'abitato contro un'eventuale insurrezione e avrebbero potuto puntare le artiglierie contro il centro di Colico oltre che contro il territorio circostante. Un tentativo di far arrendere la guarnigione ci fu già il giorno 25 per mano del parroco di Colico, ma senza risultato. Così il 26 fu lanciato un attacco da parte di soldati italiani alle postazioni delle mitragliatrici, che provocò la morte di un soldato tedesco; i pochi soldati italiani prigionieri dei tedeschi all'interno del forte riuscirono a catturare alcuni soldati nemici, e dopo una breve battaglia convinsero il maresciallo della Wehrmacht e il resto della guarnigione ad arrendersi. Una delegazione del Comitato di Liberazione Nazionale quindi si incaricò di occuparsi del forte: i prigionieri tedeschi furono inviati presso il collegio del Sacro Cuore, mentre i soldati italiani che parteciparono alla rivolta lasciarono la struttura in abiti civili facendo sparire ogni traccia della loro permanenza al forte.

#### L'autocolonna Mussolini
Il 27 aprile un'autocolonna italo-tedesca che scortava Mussolini e altri fascisti fu fermata da un'unità partigiana nei pressi di Dongo, dove i tedeschi consegnarono il Duce, Clara Petacci e gli altri gerarchi fascisti presenti, ottenendo così il via libera per allontanarsi dalla zona. Nonostante la colonna tedesca al comando del capitano Hans Fallmeyer si fosse liberata di quell'enorme fardello, fu nuovamente fermata a Colico quando sotto la minaccia dei cannoni del forte Montecchio dovette interrompere la propria marcia. Dopo aver avvistato la colonna, il nuovo comandante del forte Battista Canclini chiese il permesso al CLN di Colico di aprire il fuoco: nonostante le carte di tiro fossero state date alle fiamme prima della resa della guarnigione tedesca, furono sparati cinque colpi.

Il testo della resa tedesca al CLN di Colico, firmata dal capitano Fallmayer e dai rappresentanti del CLN.

Anche se nessun colpo andò a segno, questi fecero comunque effetto e il capitano Fellmeyer, pensando di essere sotto tiro, arrestò i mezzi in una zona protetta da alcune abitazioni; a questo punto iniziarono i contatti telefonici tra il comandante tedesco e il comando della 52ª brigata Garibaldi di stanza a Morbegno. Il giorno seguente, verso le 15:00, una telefonata dal comando di Morbegno comunicò al CLN di Colico di preparare una stanza in cui tenere un importante incontro richiedendo la presenza di un interprete tedesco. Alle 16:10 giunse presso l'albergo Isolabella di Colico un'auto con bandiera bianca da dove scese il capitano tedesco; prima di iniziare le trattative, questi volle la presenza del maresciallo tedesco preso prigioniero durante la liberazione del forte. All'arrivo di Fallmeyer iniziarono le trattative: dopo una serrata discussione, fu steso un accordo su quattro punti (tra cui il via libera per i tedeschi verso la Svizzera) e venne firmata la resa con i delegati della 52ª Brigata Garibaldi e del CLN.

### Gli ultimi colpi del Montecchio
Dopo i colpi sparati contro l'autocolonna Mussolini, i cannoni del Montecchio restarono in silenzio fino al 1947, quando tornarono in azione in occasione delle solenni esequie tributate a Leopoldo Scalcini. Avvocato e tenente dell'esercito, durante la resistenza Scalcini comandò una formazione di partigiani tra le montagne di Colico, prima di cadere il 31 dicembre 1944 per opera di una spia che informò i fascisti della posizione sua e di alcuni suoi uomini; questi vennero catturati e fucilati poi seppelliti a Barzio in Valsassina. Nel 1947 i corpi furono riesumati e le spoglie seppellite a Colico, dove gli furono tributati in onore venti colpi di cannone sparati verso la conca di monte Legnone. Quella fu l'ultima occasione in cui i cannoni di forte Montecchio aprirono il fuoco.

## Il forte Montecchio oggi
Dopo la trasformazione del forte in polveriera negli anni '50 e l'aggiunta di una riservetta nella parte sommitale della collina, un sistema antincendio, un nuovo ingresso con corpo di guardia, garitta per cavalli di frisia e uno stabile d'abitazione esterno ("casa del maresciallo"), il forte restò in servizio per molti anni sino alla definitiva demilitarizzazione, avvenuta nel 1981, quando la gestione passò definitivamente dal demanio militare del Ministero della difesa, al demanio civile, gestito dal Ministero dell'economia e delle finanze.
Nel 1998 il Ministero delle finanze affidò la gestione della struttura al Comune di Colico, che, dopo diversi tentativi di valorizzazione, dal 2009 lo ha a sua volta affidato al Museo della Guerra Bianca, per la sua riqualificazione nell'ambito di un ampio progetto di turismo culturale integrato condiviso con la Regione Lombardia.
Dal 2008 il Museo della guerra bianca in Adamello, in collaborazione con il Comune di Colico e la regione Lombardia, si è incaricato della gestione e della tutela del complesso di forte Montecchio, anche grazie all'assistenza di soci ed enti di volontariato, con lo scopo di rendere il forte visitabile al pubblico unitamente con la vicina riserva del Pian di Spagna e del lago di Mezzola.
Il 17 ottobre 2009, alla presenza di numerose autorità, è stata inaugurata a Colico la nuova gestione museale di forte Montecchio Nord.

### Esplicative
1. ↑  I comandanti non furono sempre degli ufficiali, in alcuni periodi l'incarico venne assunto da sottufficiali che risiedevano stabilmente nel forte mentre gli ufficiali erano alloggiati a Colico. Vedi: S. Cassinelli, p. 22.
2. ↑  In realtà i colpi furono 21 in quanto un tiro colpì la montagna ma non esplose e per questo fu ripetuta l'operazione. Vedi: S. Cassinelli, p. 98.

### Bibliografiche
1. ↑  Forte di Montecchio Colico in Guida al Sistema Museale della provincia di Lecco Archiviato l'8 agosto 2014 in Internet Archive., a cura di Anna Ranzi, Sistema Museale della Provincia di Lecco, Lecco, 2013, p. 21.
2. ↑  S. Cassinelli, p. 18.
3. 1 2 3  S. Cassinelli, p. 15.
4. 1 2  S. Cassinelli, p. 16.
5. ↑  S. Cassinelli, p. 20.
6. ↑  R. Corbella, p. 13.
7. 1 2  S. Cassinelli, p. 8.
8. 1 2 3 4 5 6   Forte Montecchio Lusardi, su truppealpine.it. URL consultato il 17 agosto 2011.
9. 1 2  S. Cassinelli, p. 10.
10. ↑  R. Corbella, p. 14.
11. ↑  S. Cassinelli, p. 13.
12. 1 2  S. Cassinelli, p. 14.
13. ↑  S. Cassinelli, pp. 16-17.
14. ↑  S. Cassinelli, p. 17.
15. 1 2 3  S. Cassinelli, p. 22.
16. ↑  F. Bartolini, p. 113.
17. 1 2  S. Cassinelli, p. 23.
18. 1 2 3  S. Cassinelli, p. 24.
19. ↑   Mitragliatrice Perino (PDF), su armigeridelpiave.it,  pp. 65-68. URL consultato il 6 novembre 2013 (archiviato dall'url originale il 4 marzo 2016).
20. 1 2  S. Cassinelli, p. 29.
21. 1 2  S. Cassinelli, p. 25.
22. 1 2  S. Cassinelli, p. 26.
23. ↑  S. Cassinelli, p. 37.
24. ↑  S. Cassinelli, pp. 42-43.
25. ↑  F. Bartolini, p. 112.
26. ↑  S. Cassinelli, pp. 31-32.
27. ↑  S. Cassinelli, pp. 32-33.
28. ↑  S. Cassinelli, p. 63.
29. ↑  S. Cassinelli, p. 64.
30. ↑  S. Cassinelli, p. 66.
31. ↑  S. Cassinelli, p. 68.
32. ↑  S. Cassinelli, p. 74.
33. ↑  S. Cassinelli, p. 75.
34. ↑  S. Cassinelli, pp. 78-79.
35. ↑  S. Cassinelli, p. 80.
36. ↑  S. Cassinelli, pp. 85-88.
37. ↑  S. Cassinelli, p. 88.
38. ↑  S. Cassinelli, p. 89.
39. ↑   Forte Montecchio [collegamento interrotto], su ilmodellista.eu, ilmodellista.it. URL consultato il 29 settembre 2011.
40. ↑  S. Cassinelli, pp. 90-94.
41. ↑  S. Cassinelli, pp. 97-98.
42. ↑   Cronologia Resistenza Lecchese, su anpilecco.it. URL consultato il 17 agosto 2011.
43. 1 2   Forte Montecchio Nord, note storiche [collegamento interrotto], su museoguerrabianca.it. URL consultato il 15 agosto 2011.
44. ↑   Attività a Forte Montecchio, su museoguerrabianca.it. URL consultato il 15 agosto 2011 (archiviato dall'url originale il 20 dicembre 2013).
45. ↑   Forte Montecchio Nord [collegamento interrotto], su museoguerrabianca.it. URL consultato il 13 settembre 2015.